# 江苏建筑职业技术学院
江苏建筑职业技术学院（原徐州建筑职业技术学院），是位于江苏省徐州市的一所公办普通专科院校，为国家示范性高职院校。

## 校史
- 1979年，建立中国人民解放军基建工程兵第三技术学校。
- 1983年，划归国家煤炭工业部。
- 1998年，国务院机构改革，划归江苏省。
- 1999年，升格为徐州建筑职业技术学院。
- 2011年，更名为江苏建筑职业技术学院。
- 2025年，江苏省教育厅公示拟升级为本科层次职业学校——江苏建筑职业技术大学。[2]

## 院系
- 建筑工程技术学院
- 建筑设计与装饰学院
- 建筑设备与市政工程学院
- 建筑工程管理学院
- 矿业与交通工程学院
- 机电工程学院
- 经济管理与人文学院
- 信息传媒与艺术学院等